# Jörgen Andersson (skådespelare)
Jörgen Ingemar Andersson, född 14 september 1951 i Önnestad, Skåne, är en svensk skådespelare och pedagog.
Andersson studerade vid Statens Scenskola i Malmö.

## Filmografi
- 1988 – Venus 90
- 1988 – Livsfarlig film
- 1997 – Beck – Spår i mörker
- 1997 – Beck – Mannen med ikonerna
- 2007 – Nattvarden
- 2012 – Lycka till och ta hand om varandra
- 2018–2019 – Sommaren med släkten (TV-serie)

## TV-produktioner
- 1978 – Grabbarna i 57:an
- 1985 – En främling lånar hus
- 1985 – Åshöjdens BK (TV-serie)
- 1987 – Lackalänga (TV-serie)
- 2000 – Labyrinten
- 2012 – Coacherna - konsthandlare, episod 3

## Teater

### Roller (ej komplett)
| År   | Roll    | Produktion                                                                                  | Regi           | Teater                   |
| ---- | ------- | ------------------------------------------------------------------------------------------- | -------------- | ------------------------ |
| 1982 | Nikolaj | Brott och straff (Преступление и наказание, Prestuplenije i nakazanije) Fjodor Dostojevskij | Jan Håkanson   | Stockholms stadsteater   |
| 1985 | Gigi    | Momo eller kampen om tiden (Momo) Michael Ende                                              | Bent Hesselman | Helsingborgs stadsteater |
| 1986 | Johann  | Frihet i Bremen (Bremer Freiheit) Rainer Werner Fassbinder                                  | Christian Zell | Helsingborgs stadsteater |

### Fotnoter
1. 1 2  ”Jörgen Andersson”. Svensk Filmdatabas. https://www.svenskfilmdatabas.se/sv/Item/?type=person&itemid=252693. Läst 22 september 2012.
2. ↑  Peter Ferm (25 mars 1986). ”Frihet i Bremen: Fassbinders förhållande till terrorism”. Dagens Nyheter:  s. 22. https://arkivet.dn.se/tidning/1986-03-25/82/22. Läst 16 juni 2018.